# Парк імені Сергія Кірова
Парк культу́ри і відпочи́нку і́мені Сергі́я Кі́рова — міський парк культури та відпочинку в Росії, який розташований в місті Іжевськ, Удмуртія. Є пам'ятником садово-паркового мистецтва та пам'яткою історії.
Парк був заснований 6 серпня 1934 році. Це був перший в автономії парк, закладений за регулярним планом, спроектованим архітекторами О. С. Коробовим та Є. П. Беневоленським. У роки війни на території парку формувались та проходили первинні навчання бойових частин, про що свідчить меморіальна дошка. В 1948 році в парку збудована ажурна арка над вхідним порталом.
На території парку містяться такі пам'ятки культури:
- меморіальна дошка «На території Парку культури і відпочинку імені Сергія Кірова була сформована в роки Великої Вітчизняної Війни 313 Петрозаводська двічі червонопрапорна орденів Суворова та Кутузова дивізія»
- мідно-бетонний пам'ятник Сергію Кірову (1975) — скульптор Н. О. Николаєв, архітектор Г. С. Пономарев
- бетонний пам'ятний знак на честь 30-річчя Перемоги в ВВВ — Караючий меч (1975) — архітектор О. Є. Добровицький